# Michel Mohrt
Michel Mohrt, né le 28 avril 1914 à Morlaix et mort le 17 août 2011 à Neuilly-sur-Seine,, est un écrivain français, tour à tour essayiste, romancier et historien de la littérature, en plus de s'être aussi fait éditeur et traducteur littéraire, critique littéraire et peintre (aquarelliste).

## Biographie
Michel Mohrt fait son entrée dans le monde des lettres dès l'âge de 14 ans en illustrant de bois gravés un ouvrage de l'écrivain bretonnant Jakez Riou. Il fait des études de droit et de lettres à l'université de Rennes. Il est alors sympathisant de l'Action française. Licencié en droit, il s'inscrit au barreau de Morlaix en 1937.
Il fait, comme officier, la campagne de 1940 sur le front des Alpes (contre les Italiens), notamment dans la vallée de la Vésubie. De cette expérience, il tirera un ouvrage intitulé La Campagne d'Italie. Parmi ses amis, il compte Jean Bassompierre, qui, pendant la Seconde Guerre mondiale, s'engage dans la Légion des volontaires français contre le bolchevisme puis dans la division SS Charlemagne et est fusillé en 1948. Il lui rend hommage dans son ouvrage Tombeau de La Rouërie. En 1943, il publie sept articles à caractère littéraire (sur Flaubert, Laclos, Renan et Montherlant) dans Je suis partout.
Après la guerre, il s'inscrit au barreau de Marseille, ville où il se lie d'amitié avec Robert Laffont qui l'introduit dans le milieu littéraire. Bien qu'il n'ait pas été inquiété à la Libération, ses publications dans Je suis partout n'ayant pas de portée politique, il choisit l'exil au Québec et aux États-Unis à l'université Yale où il donne des cours. Il revient en France en 1952 pour rejoindre l'éditeur Gallimard où il entre au comité de lecture comme spécialiste de la littérature nord-américaine. Il entretient des liens d'amitié avec Robert Penn Warren, William Styron, Jack Kerouac et William Faulkner.
Il a reçu le Grand prix du roman de l'Académie française en 1962 pour La Prison maritime. Le 18 avril 1985, il a été élu membre de l'Académie française, succédant à Marcel Brion, le même jour que Jean Hamburger, au Fauteuil 33, le fauteuil de Voltaire. En 2001, il reçoit le Prix des intellectuels indépendants. Il a aussi publié dans Le Figaro de nombreuses critiques littéraires.
Dans son discours de réception à l'Académie française de Michel Mohrt, Jean d'Ormesson dit de lui : « Anarchiste de droite et même d’extrême droite de son propre aveu, tour à tour exilé volontaire aux Amériques et émigré de l’intérieur en France ayant fait le choix de l’écriture comme refuge ultime, Michel Mohrt aura incarné par sa vie et plus encore à travers son œuvre littéraire les grandes figures de l’exil des vaincus de la Libération. Un camp plus  perçu que vécu comme le sien mais auquel il s’est immédiatement identifié dans l’événement comme dans sa postérité. »

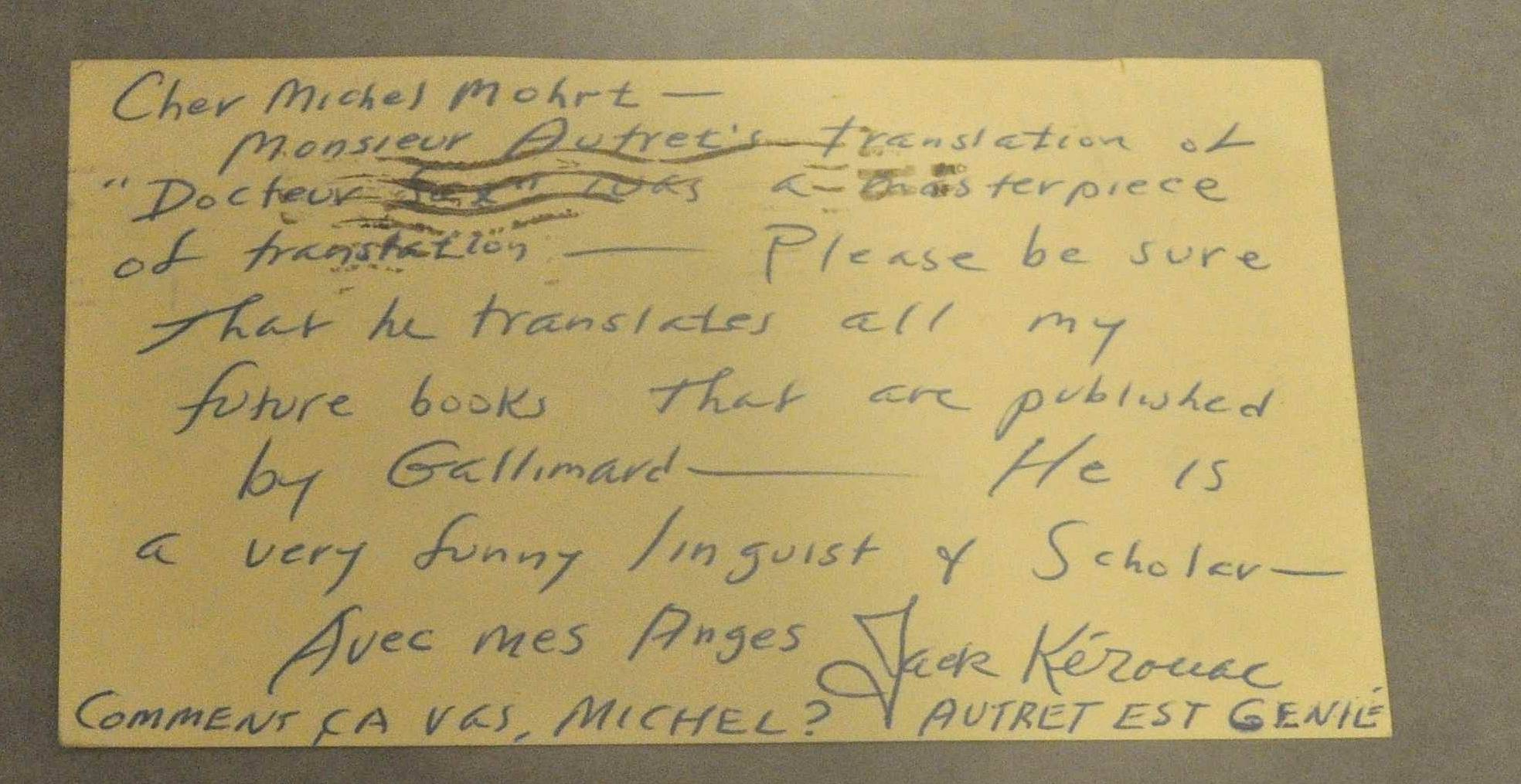
Carte envoyée par Jack Kerouac à Michel Mohrt en 1962.

## Œuvres
- 1928 : Gorsedd Digor, gant Jakez Riou. Skeudennaouet gant M(ichel) Mohrt. Brest. 1928.
- 1943 : Montherlant, « homme libre » (Gallimard)
- 1943 : Les Intellectuels devant la défaite de 1870 (Buchet-Chastel)
- 1945 : Le Répit, roman (Albin Michel)
- 1948 : Le Cavalier de la nuit, R. Penn Warren (Stock)
- 1949 : Mon royaume pour un cheval (Albin Michel)
- 1951 : Les Nomades (Albin Michel)
- 1952 : Marin-la-Meslée (Pierre Horay)
- 1953 : Le Serviteur fidèle (Albin Michel)
- 1955 : Le Nouveau Roman américain (Gallimard)
- 1956 : La Littérature d’Amérique du Nord, dans Histoire des Littératures, tome II (Gallimard)
- 1961 : La Prison maritime (Gallimard)
- 1963 : traducteur de La Marche de nuit, de William Styron (Gallimard)
- 1965 : La Campagne d’Italie (Gallimard)
- 1969 : L’Ours des Adirondacks (Gallimard)
- 1970 : L’Air du large (Gallimard)
- 1970 : Un jeu d’enfer, théâtre (Gallimard)
- 1974 : Deux Indiennes à Paris (Gallimard)
- 1975 : Les Moyens du bord (Gallimard)
- 1979 : La Maison du père, récit (Gallimard)
- 1980 : Paquebots, le temps des traversées (Éditions Maritimes et d’Outre-Mer)
- 1986 : La Guerre civile (Gallimard)
- 1987 : Discours de réception à l'Académie française et réponse de Jean d'Ormesson (Gallimard)
- 1988 : Vers l’Ouest (Olivier Orban)
- 1988 : L’Air du large II (Gallimard)
- 1989 : Le Télésiège (Gallimard)
- 1989 : Benjamin ou Lettres sur l’inconstance (Gallimard)
- 1991 : L’Air du temps (Editions du Rocher)
- 1991 : Un soir, à Londres (Gallimard)
- 1992 : Monsieur l’Ambassadeur, théâtre (Gallimard)
- 1992 : On liquide et on s’en va, sotie (Gallimard)
- 1996 : Les Dimanches de Venise (Gallimard)
- 1996 : La Leçon de morale dans une loge, nouvelle (Editions du Rocher)
- 1998 : Bouvard et Pécuchet, de Gustave Flaubert (Gallimard)
- 1998 : L’Ile des fous, nouvelles (Editions du Rocher)
- 1999 : De bonne et mauvaise humeur (Editions du Rocher)
- 2000 : Tombeau de La Rouërie (Gallimard)
- 2002 : Jessica ou l'amour affranchi (Gallimard)
- 2017 : Le Répit (Editions La Thébaïde) préfacé par Jérôme Leroy

Autres
- 26 février 1943 : article dans Je suis partout, journal collaborationniste dirigé par Robert Brasillach, « Le ministère Fantomas ».
- 1977 : préface au roman de Edmund Wilson, Mémoires du comté d'Hécate, tome 1 : La Princesse aux cheveux d'or, Christian Bourgois, 1977 ; rééd. 10/18 ; traduit de l'anglais par Bruno Vercier.
- 1995 Albums de la Pléiade : William Faulkner, bibliothèque de la Pléiade, éditions Gallimard.

## Décorations
- Officier de la Légion d'honneur
- Croix de guerre 1939–1945
- Commandeur de l'ordre des Arts et des Lettres[2],[5]
  - Officier en 1988[6]